# وندل (آرکانزاس)
وندل، آرکانزاس (به انگلیسی: Vanndale, Arkansas) یک منطقهٔ مسکونی در ایالات متحده آمریکا است که در شهرستان نیوکراس، آرکانزاس واقع شده‌است.

## خصوصیات
وندل ۸۴ متر بالاتر از سطح دریا واقع شده‌است.